# Van 't Kruijs öppning
Den här artikeln använder algebraisk schacknotation för att beskriva schackdragen.
Van 't Kruijs öppning, eller Van 't Kruys öppning, är en ovanlig schacköppning som definieras av draget:
1. e3

## Varianter
Amsterdamska anfallet fortsätter med 1...e5 2.c4 d6 3.Sc3 Sc6 4.b3 Sf6.